# Swetlana Bortnikowa
Swetlana Dmitrijewna Bortnikowa (russisch Светлана Дмитриевна Бортникова; * 17. Juni 1997 in Schymkent) ist eine kasachische Fußballspielerin.

## Karriere

### Vereine
Bortnikowa begann ihre Karriere bei BIIK SDYUSSH №7, wo sie von 2013 bis 2015 spielte. Seit 2016 ist sie für BIIK Kazygurt aktiv. Am 25. August 2016 debütierte sie in der UEFA Women’s Champions League und erzielte ein Tor gegen den moldauischen Klub Kriuleni.

### Nationalmannschaft
Zwischen 2013 und 2016 spielte Bortnikowa für die kasachische U19-Nationalmannschaft und absolvierte 12 Spiele. Seit 2017 gehört sie zur 
A-Nationalmannschaft Kasachstans. Sie nahm unter anderem an den Qualifikationen zur FIFA Frauen-Weltmeisterschaft 2019 und 2023 sowie zur UEFA Women's Euro teil.